# 옥천 이기윤 망북비
옥천 이기윤 망북비(沃川 李箕允 望北碑)는 충청북도 옥천군 동이면 평산리에 있는 비석이다. 1996년 1월 5일 충청북도의 문화재자료 제15호로 지정되었다.

## 개요
국상을 당할 때마다 지방의 유림들이 모여 북쪽을 바라보며 절을 하던 곳에 자리한 비이다.
1919년 고종이 승하하자 이를 슬퍼한 지방 유림의 한 사람인 성주 이씨 이기윤이 1921년에 세워 둔 비로, 동이면 평촌리 마을의 야산 꼭대기 부근에 자리하고 있어 최근에 발견한 것이다.

## 참고 자료
- 옥천 이기윤 망북비 - 국가유산청 국가유산포털